# Liste der Bodendenkmale in Westerhever
In der Liste der Bodendenkmale in Westerhever sind die Bodendenkmale der Gemeinde Westerhever nach dem Stand der Bodendenkmalliste des Archäologischen Landesamts Schleswig-Holstein von 2016 aufgelistet. Die Baudenkmale sind in der Liste der Kulturdenkmale in Westerhever aufgeführt.
| Denkmal-ID           | Befundart | Bezeichnung                     | Zeitstellung         | Lage | Bemerkungen | Bild |
| -------------------- | --------- | ------------------------------- | -------------------- | ---- | ----------- | ---- |
| aKD-ALSH-Nr. 001 784 | Siedlung  | Fething/Süßwassertränke (Warft) | Mittelalter, Neuzeit |      |             |      |